# Elias-Canetti-Stipendium
Das Elias-Canetti-Stipendium ist ein von der Stadt Wien an Wiener Autoren vergebenes Stipendium, das nach dem Literaturnobelpreisträger Elias Canetti benannt ist.
Es umfasst monatlich 1.500 Euro pro Autor bei einer Laufzeit von einem Jahr und kann auf bis zu drei Jahre verlängert werden. Pro Jahr werden maximal 72.000 Euro an Förderungsgeldern zur Verfügung gestellt.

## Stipendiaten
- 1982: Gert Jonke
- 1983: Marianne Fritz, Gert Jonke
- 1984: Marianne Fritz, Helmut Eisendle, Gernot Wolfgruber
- 1985: Marianne Fritz, Peter Rosei, Michael Scharang
- 1986: Klaus Hofer, Christoph Ransmayr, Peter Rosei
- 1987: Christoph Ransmayr, Peter Rosei, Werner Kofler
- 1988: Werner Kofler, Christoph Ransmayr, Liesl Ujvary
- 1989: Bodo Hell, Werner Kofler, Liesl Ujvary
- 1990: Bodo Hell, Marie-Thérèse Kerschbaumer, Liesl Ujvary
- 1991: Elfriede Czurda, Marie-Thérèse Kerschbaumer, Robert Schindel
- 1992: Elfriede Czurda, Marie-Thérèse Kerschbaumer, Robert Schindel
- 1993: Josef Haslinger, Robert Menasse, Michael Scharang
- 1994: Josef Haslinger, Robert Menasse, Michael Scharang
- 1995: Elisabeth Reichart, Michael Scharang, Herbert J. Wimmer
- 1996: Peter Henisch, Elisabeth Reichart, Herbert J. Wimmer
- 1997: Peter Henisch, Elisabeth Reichart, Herbert J. Wimmer
- 1998: Gustav Ernst, Peter Henisch, Liesl Ujvary
- 1999: Gustav Ernst, Marianne Fritz, Liesl Ujvary
- 2000: Ludwig Fels, Marianne Fritz, Liesl Ujvary
- 2001: Franzobel, Helga Glantschnig, Paulus Hochgatterer, Josef Winkler
- 2002: Thomas Glavinic, Erich Hackl, Peter Schwaiger, Josef Winkler
- 2003: Elfriede Czurda, Brigitta Falkner, Robert Schindel, Peter Schwaiger
- 2004: Brigitta Falkner, Sabine Gruber, Daniel Kehlmann, Harry Tomicek
- 2005: Oswald Egger, Tarek Eltayeb, Brigitta Falkner, Sabine Gruber
- 2006: Oswald Egger, Hamid Sadr, Sabine Scholl, Ferdinand Schmatz
- 2007: Bettina Balàka, Oswald Egger, Lydia Mischkulnig, Lisa Spalt
- 2008: Michaela Falkner, Ludwig Fels, Peter Waterhouse, Herbert J. Wimmer
- 2009: Ann Cotten, Anna Kim, Peter Waterhouse, Andrea Winkler
- 2010: Ann Cotten, Rosa Artmann, Hans Eichhorn, Julya Rabinowich
- 2011: Hans Eichhorn, Olga Flor, Hanno Millesi, Robert Woelfl
- 2012: Philipp Blom, Olga Flor, Hanno Millesi, Julya Rabinowich
- 2013: Dimitré Dinev, Angelika Reitzer, Lisa Spalt, Daniel Wisser
- 2014: Lydia Mischkulnig, Gabriele Petricek, Martin Prinz, Robert Seethaler
- 2015: Gabriele Petricek, Karin Peschka, Daniel Wisser, Julya Rabinowich
- 2016: Margret Kreidl, Karin Peschka, Gabriele Petricek, Martin Prinz
- 2017: Margret Kreidl, Martin Prinz, Olga Flor, Daniel Wisser
- 2018: Bettina Balàka, Milena Michiko Flašar, Olga Flor, Ludwig Laher
- 2019: Bettina Balàka, Olga Flor, Milena Michiko Flašar, Cornelius Hell
- 2020: Bettina Balàka, Olga Flor, Cornelius Hell, Andrea Winkler[2][3]
- 2023: Paul Ferstl, Eva Geber, Tanja Paar und Richard Schuberth[4]
- 2025: Ljuba Arnautović, Paul Ferstl, Anna Felnhofer und Friederike Gösweiner[5]